# Съд на публичната служба на ЕС
Съд на публичната служба (на английски Civil Service Tribunal) е съставна част на Съда на Европейския съюз, а седалището му се намира в Люксембург. Съдът на публичната служба е създаден на 2 декември 2005 година. През септември 2016 г. дейността му е прекратена.

## Правна основа
Договорът от Ница, добавяйки член 225а към ДЕО, дава правомощието на Съветът с единодушие, по предложение на Комисията и след като се консултира с Европейския парламент и Съда, или по искане на Съда и след като се консултира с Европейския парламент и Комисията, да създава съдебни състави, натоварени да разглеждат като първа инстанция някои определени категории искове в специфични материи. След Договорът от Лисабон, тази разпоредба се намира в член 257 от ДФЕС , а в нея са нанесени известни промени, най-вече по отношение на ролята на Европейския парламент. В член 257 се предвижда Европейският парламент и Съветът да действат в съответствие с обикновената законодателна процедура, а не както дотогава само с консултативна роля на Парламента.
Съдът на публичната служба е създаден с Решение на Съвета на Европейския съюз № 752 от 2 ноември 2004. 

## Компетенции
Съдът на публичната служба е създаден с цел да подобри работата на правораздавателната система на Общността и да намали товара върху Общия съд (тогава Първоинстанционен съд). За тази цел, Съдът на публичната служба бива натоварен с една определена категория дела, които дотогава са около 100-годишно, а в последните години по около 150. Става въпрос за компетентността, посочена в член 270 от ДФЕС , който гласи „Съдът на Европейския съюз е компетентен по всеки спор между Съюза и негови служители, в границите и при условията, определени в Правилника за длъжностните лица на Съюза и условията за работа на другите служители на Съюза.“.
Формулировката „всеки спор между Съюза и неговите служители“ включва както въпросите, свързани със същинското служебно правоотношение (възнаграждение, развитие на кариерата, назначаване, дисциплинарни мерки и пр.), така и схемата на социално осигуряване (болест, старост, инвалидност, трудова злополука, семейни надбавки и пр.). Освен това, както става ясно от приложението относно Съда на публичната служба към Протокол №3 към ДФЕС , освен дела между ЕС и неговите служители, Съда на публичната служба е компетентен да разглежда и споровете между всички органи или служби и техните служители, по отношение на които е предоставена компетентност на Съда на Европейския съюз.

## Състав
Съдът на публичната служба се състои от седем съдии, които се назначават от Съвета за срок от шест години с възможност за преназначаване. По искане на Съда, Съветът може да увеличи броя на съдиите чрез решение, взето с квалифицирано мнозинство. Съдиите се избират въз основа на покана за подаване на кандидатури и становище на създадения за целта комитет. Този комитет се състои от седем лица, избрани сред бивши членове на Съда на ЕС и юристи с призната компетентност. Становището съдържа преценка относно способността на кандидатите да упражняват функциите на съдия в Съда на публичната служба, а към него се прилага списък на кандидати с най-подходящ опит на високо ниво. Този списък следва да съдържа поне два пъти повече кандидати от броя на съдиите, които трябва да бъдат назначени. Преценката относно способността на кандидатите да упражняват функциите на съдия в Съда на публичната служба се базира на изискванията посочени в член 257 от ДФЕС  (предишен член 225 А от ДЕО). При назначаването на съдиите по предложение на комитета Съветът осигурява балансиран състав на Съда на публичната служба на възможно най-широка географска основа и при възможно най-широко представителство на националните правни системи. Освен тях могат да бъдат определени заместващи съдии, чиято роля е да заместват титулярните съдии, които са трайно възпрепятствани да участват в разглеждането на делата.
Съгласно член 4, параграф 1 от приложение I към Протокол №3 към ДФЕС , съдиите от Съда на публичната служба избират измежду си Председател на съда на публичната служба за срок от 3 години. Той може да бъде преизбран. Съгласно член 8 от Процедурния правилник на Съда на публичната служба, председателят има следните правомощия: 1) Председателства съдебните заседания, както и разискванията на пленума, на състава от 5 съдии, на всеки състав от 3 съдии, в който той е разпределен; 2) Ръководи работата на Съда на публичната служба и следи за доброто функциониране на службите му; 3) Представлява Съда на публичната служба. Съгласно член 9 от Процедурния правилник на Съда на публичната служба , когато председателят на Съда на публичната служба отсъства или е възпрепятстван да изпълнява функциите си, функциите на председател се изпълняват според поредността, установена в член 6 от същия правилник.
Съгласно член 4, параграф 2 от приложение I към Протокол №3 към ДФЕС  Съдът на публичната служба заседава в състав от трима съдии. В определени случаи, посочени в процедурния му правилник, той може да заседава в пленум или в състав от петима съдии или от един-единствен съдия.

### Списък на председателите
| Година      | Име                  |
| ----------- | -------------------- |
| 2005 – 2011 | Пол Махоуни          |
| 2011 –      | Sean Van Raepenbusch |

### Ранг
Съгласно член 6 от Процедурния правилник на Съда на публичната служба , поредността в ранга на съдиите е следната:
1. Председателят на Съда на публичната служба
2. Председателите на състави съобразно старшинството им в длъжност като членове на Съда на публичната служба
3. Останалите съдии съобразно старшинството им по същия критерий
При еднакво старшинство в длъжност, рангът се определя от възрастта.
Протоколен ред към 01.10.2014 г. 
| Позиция               | Име                |
| --------------------- | ------------------ |
| председател на Съда   | S. Van Raepenbusch |
| председател на състав | R. Barents         |
| председател на състав | K. Bradley         |
| съдия                 | H. Kreppel         |
| съдия                 | M.I. Rofes i Pujol |
| съдия                 | E. Perillo         |
| съдия                 | J. Svenningsen     |
| секретар              | W. Hakenberg       |

### Състави
Състав 1
| Позиция     | Име            |
| ----------- | -------------- |
| председател | R. Barents     |
| съдия       | E. Perillo     |
| съдия       | J. Svenningsen |

Състав 2
| Позиция     | Име                |
| ----------- | ------------------ |
| председател | K. Bradley         |
| съдия       | H. Kreppel         |
| съдия       | M.I. Rofes i Pujol |

Състав 3а
| Позиция     | Име                |
| ----------- | ------------------ |
| председател | S. Van Raepenbusch |
| съдия       | M.I. Rofes i Pujol |
| съдия       | E. Perillo         |

Състав 3б
| Позиция     | Име                |
| ----------- | ------------------ |
| председател | S. Van Raepenbusch |
| съдия       | H. Kreppel         |
| съдия       | J. Svenningsen     |

## Производство
Производството пред Съда на публичната служба се урежда от разпоредбите на Статута на Съда на Европейския съюз, и по-специално от разпоредбите на приложение I към Протокол №3 към ДФЕС , от Процедурния правилник на Съда на публичната служба , както и от свързаните с тях актове.

### Писмена фаза
Информацията за начина на протичане на писмената фаза от производството може да бъде намерена в Глава 2, Раздел 1 от Процедурния правилник на Съда на публичната служба . Член 49 съдържа общото правило, което гласи „Писмената фаза на производството включва подаването на жалба и представянето на писмена защита, както и представяне на писмена реплика и дуплика при условията на член 55“.
Жалбата с която фактически започва писмената фаза следва да бъде изготвена от адвокат и да бъде подадена до секретариата, като от скоро това вече може да бъде направено и чрез електронната система на Съда, наречена eCuria. Необходимите елементи, които жалбата трябва да съдържа, са определени в член 50 от Процедурния правилник на Съда на публичната служба.

### Устна фаза
Информацията за начина на протичане на устната фаза от производството може да бъде намерена в Глава 2, Раздел 4 от Процедурния правилник на Съда на публичната служба . Обикновено производството пред Съда на публичната служба включва провеждането на съдебно заседание, освен в някои редки случаи (например чл. 59 алинея 2 от процедурния правилник на Съда на публичната служба – „Когато се е провела втора размяна на писмени изявления и ако Съдът на публичната служба счита, че провеждането на съдебно заседание не е необходимо, той може със съгласието на страните да реши да се произнесе без съдебно заседание“).
Устните състезания се откриват и ръководят от председателя. В хода на устните състезания, председателят и всеки от съдиите могат да задават въпроси на представителите на страните или да приканят самите страни да вземат отношение по някои аспекти на спора.
Председателят обявява устната фаза на производството за приключена след края на устните състезания.

### Разходи по делото
Производството пред Съда на публичната служба е безплатно. Съдът на публичната служба обаче не поема разходите за адвокат, имащ право да практикува пред юрисдикция на държава членка, който трябва да представлява страните. Кой да заплати разноските за това, се определя в съдебното решение или с определението, с което слага край на производството. Общото правило е, че загубилата делото страна понася направените от нея съдебни разноски и се осъжда да заплати съдебните разноски, направени от другата страна, ако е направено такова искане.

### Уреждане на спора със спогодба
Подробната нормативна уредба за доброволно уреждане на спора може да бъде открита в Глава 6 от Процедурния правилник на Съда на публичната служба . Съдът на публичната служба може на всеки етап от производството да разгледа възможностите за доброволно уреждане на целия или на част от спора между жалбоподателя и ответника. Когато жалбоподателят и ответникът се спогодят пред съдията докладчик относно начина, по който да се уреди спорът, условията на спогодбата се удостоверяват в документ, подписан съдията докладчик и секретаря. Страните могат да се спогодят и извънсъдебно, като се налага да уточнят, че се отказват от всякакви претенции. И в двата случая, делото се заличава от регистъра.

### Езиков режим
Жалбата може да бъде подадена на всеки един от 24-те официални езици на Европейския съюз, като този език ще бъде и език на производството. Устните състезания могат да се провеждат на различни официални езици на Европейския съюз, според нуждите, а съдиите разискват без преводач на общия език за Съда – френския.